# تيانبتين
تيانبتين هو دواء يستخدم بشكل أساسي لعلاج الاضطراب الاكتئابي، كما يستخدم لعلاج الربو ومتلازمة القولون المتهيج.
التركيب الكيميائي مرتبط بمضادات الاكتئاب ثلاثية الحلقات لكنه يختلف في مفعوله الدوائي المضاد للاكتئا، ويعتقد أن السبب هو تأثير غير مباشر على مستقبلات الغلوتامات (أي مستقبل AMPA ومستقبل ن-مثيل-د-أسبارتات) وإطلاق عامل التغذية العصبية المستمد من الدماغ مما يؤثر على اللدونة العصبية.

## الأسماء التجارية
من أبرز الأسماء التجارية (مختصر أسماء لدول بين الأقواس):
- Stablon (AR، AT، BR، فرنسا، الهند، إندونيسيا، MY، MX، PT، SG، TH، TR، VE)
- Coaxil (التشيك، المجر، PL، RU، UA)
- Tatinol (الصين)
- Tianeurax (ألمانيا)
- Zinosal (ES)